# 倫卡鄉 (比霍爾縣)
46°31′00″N 22°29′00″E / 46.5167°N 22.4833°E
倫卡鄉（羅馬尼亞語：Comuna Lunca, Bihor），是羅馬尼亞的鄉份，位於該國西北部，由比霍爾縣負責管轄，面積70平方公里，海拔高度253米，2007年人口2,960，人口密度每平方公里43人。